# Topoľčany (distrito)
O Distrito de Topoľčany (eslovaco: Okres Topoľčany) é uma unidade administrativa da Eslováquia Ocidental, situado na Nitra (região), com 74.089 habitantes (em 2001) e uma superfície de 597 km². Sua capital é a cidade de Topoľčany.

## Cidades
- Topoľčany

## Municipios
- Ardanovce
- Belince
- Biskupová
- Blesovce
- Bojná
- Čeľadince
- Čermany
- Dvorany nad Nitrou
- Hajná Nová Ves
- Horné Chlebany
- Horné Obdokovce
- Horné Štitáre
- Hrušovany
- Chrabrany
- Jacovce
- Kamanová
- Koniarovce
- Kovarce
- Krnča
- Krtovce
- Krušovce
- Kuzmice
- Lipovník
- Ludanice
- Lužany
- Malé Ripňany
- Nemčice
- Nemečky
- Nitrianska Blatnica
- Nitrianska Streda
- Norovce
- Oponice
- Orešany
- Podhradie
- Prašice
- Práznovce
- Preseľany
- Radošina
- Rajčany
- Solčany
- Solčianky
- Súlovce
- Svrbice
- Šalgovce
- Tesáre
- Tovarníky
- Tvrdomestice
- Urmince
- Velušovce
- Veľké Dvorany
- Veľké Ripňany
- Vozokany
- Závada

## Demografia
| Ano:        | 1994   | 2004   | 2014   | 2024   |
| ----------- | ------ | ------ | ------ | ------ |
| Broj ljudi: | 74 298 | 74 058 | 71 586 | 69 278 |
| Razlika:    |        | -0,32% | -3,33% | -3,22% |

| Ano:               | 2023   | 2024   |
| ------------------ | ------ | ------ |
| Número de pessoas: | 69 577 | 69 278 |
| Diferença:         |        | -0,42% |